# آرتورز تاون
آرتورز تاون (به انگلیسی: Arthur's Town) شهری در کشور باهاما است که جمعیت آن در سرشماری سال ۲۰۰۹ میلادی، ۱٬۲۱۶ نفر بوده‌است.